# Guam na Letnich Igrzyskach Olimpijskich 2004
Guam na XXVIII Letnich Igrzyskach Olimpijskich w Atenach reprezentowało sześcioro sportowców w 4 dyscyplinach (jeden z nich nie wystartował).

## Reprezentanci

### lekkoatletyka
- bieg na 1500 m kobiet: Sloan Siegrist – odpadła w eliminacjach z czasem 4:44,53.[1]
- bieg na 1500 m mężczyzn: Neil Weare – odpadł z eliminacji z czasem 4:05.86.[2]

### pływanie
- 100 m stylem dowolnym mężczyzn: Daniel O Keaffe – czas 57,39 – 56. miejsce w eliminacjach (wśród 59 pływaków)

### zapasy
- kategoria do 84 kg mężczyzn: Jeffrey Cobb – odpadł z rywalizacji, przegrywając walki grupowe z Yoelem Romero 0-4 i z Davydem Bichinashvili 0-4.[3]